# Clausia kasakhorum
Clausia kasakhorum är en korsblommig växtart som beskrevs av Nikolai Vasilievich Pavlov. Clausia kasakhorum ingår i släktet Clausia och familjen korsblommiga växter. Inga underarter finns listade i Catalogue of Life.